# Joaquim Ernesto de Anhalt
Joaquim Ernesto, Duque de Anhalt (11 de janeiro de 1901 – 18 de fevereiro de 1947) foi o último governante do Ducado de Anhalt.

## Vida
Ele nasceu em Dessau, era filho do duque Eduardo de Anhalt (1861–1918) e da princesa Luísa Carlota de Saxe-Altemburgo (1873–1953), uma filha do príncipe Maurício de Saxe-Altemburgo.
Ele sucedeu seu pai como Duque de Anhalt em 13 de setembro de 1918. No entanto, devido à sua idade, seu tio, o príncipe Ariberto de Anhalt, foi nomeado regente. Seu breve reinado terminou em 12 de novembro de 1918, com seu tio abdicando em seu nome após a Revolução Alemã de 1918-1919. O ducado tornou-se o Estado Livre de Anhalt .
Ele morreu no campo de concentração de Buchenwald após a Segunda Guerra Mundial como prisioneiro da União Soviética, no NKVD campo especial nº 2.
Após sua morte, a chefia da Casa Ducal de Anhalt foi disputada entre seu filho mais velho, o príncipe Frederico, e irmão de Joaquim Ernesto, o príncipe Eugênio.

## Casamentos e descendência
No Castelo de Ballenstedt, em 3 de março de 1927, Joaquim Ernesto casou-se com Elisabeth Strickrodt (Plauen, 3 de setembro de 1903 - Berlin-Zehlendorf, 5 de janeiro de 1971), filha de uma cantora de ópera. Ela foi criada Condessa de Ascânia, mas eles se divorciaram em 1929.
No castelo de Ballenstedt, em 15 de outubro de 1929, Joaquim Ernesto casou-se em segundas núpcias com Edda-Charlotte von Stephani-Marwitz (Düsseldorf, 20 de agosto de 1905 - Garmisch-Partenkirchen, 22 de fevereiro de 1986), adotada já adulta por Bertha von Stephani, pela quantia de 10.000 marcos, a fim de melhorar sua posição social. Eles tiveram cinco filhos:
- Maria Antonieta Isabel Alexandra Irmgarda Eda Carlota (14 de julho de 1930 – 22 de março de 1993), casou-se em 1957 (div. 1968) com Karl-Heinz Guttmann e em segundas núpcias em 1914 (div. 1976) com Max Riederer.
- Ana Luísa Maria Frederica Isabel Alice (26 de março de 1933 – 1 de novembro de 2003), casou-se em 1966 (div. 1970) com Thomas Birch.
- Leopoldo Frederico Francisco Sieghard Humberto Erdmann (11 de abril de 1938 – 9 de outubro de 1963).
- Eda Adelaide Antonieta Ema Isabel (nascida a 30 de janeiro de 1940), casou-se em 1974 com Albert Darboven.
- Eduardo Júlio Ernesto Augusto Erdmann (nascido a 3 de dezembro de 1940)

## Galeria

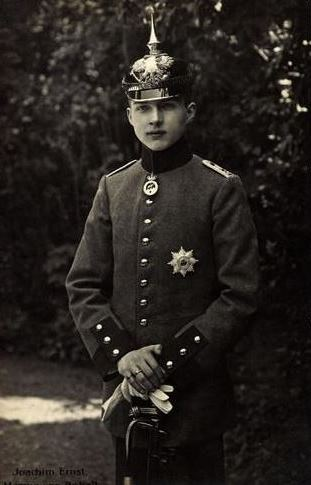
Joaquim Ernesto em maio de 1918
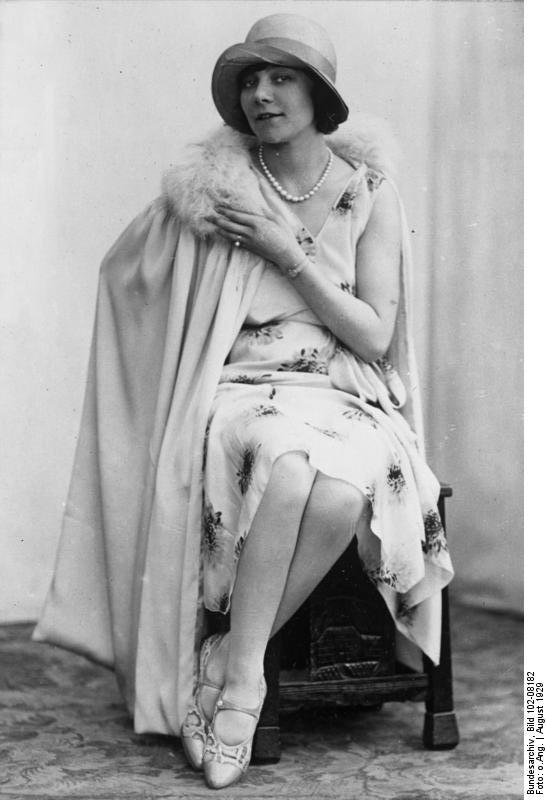
Elisabeth Strickrodt em agosto de 1929